# 夏侯恭叔
夏侯恭叔，谯国人，南北朝刘宋、南齐官员。
垣崇祖为豫州刺史，他说他的才义，征辟为主簿，兼掌文书。齐高帝即位，各州方镇都有贺表，王俭见垣崇祖的上书，赞叹了很久，说这是夏侯恭叔的文辞。当时刘宋封爵有些被废除，夏侯恭叔上表称柳元景是中兴元勋，刘勔殒身王事，不应该被废。朝廷没有听从，但是皇帝依然优诏答复。永明元年（483年），垣崇祖被诛。无人敢为他处理后事，只有前豫州主簿夏侯恭叔出家财为他出殡，时人将他比为欒布。夏侯恭叔后来担任竟陵令，有政绩。